# Bandargal, Kushtagi
Bandargal là một làng thuộc tehsil Kushtagi, huyện Koppal, bang Karnataka, Ấn Độ.